# Glabridorsum glabrosum
Glabridorsum glabrosum là một loài tò vò trong họ Ichneumonidae.